# György Pray
György Pray ou George Pray (11 janvier 1723 - 23 septembre 1801) est un abbé jésuite, libraire d'université et historien hongrois.

## Biographie
György Pray naît le 11 janvier 1723 à Érsekújvár.
Il étudie à Pozsony, entre dans la Compagnie de Jésus en 1745, étudie pendant deux ans au collège des jésuites à Vienne, puis complète des études supérieures à Nagy-Szombat.
En 1754, il est ordonné jésuite et il enseigne à l’Académie de la reine Thérèse à Vienne. Lorsque la Compagnie de Jésus hongroise est fermée en 1773, l'archiduchesse Marie-Thérèse d'Autriche le nomme historiographe impérial. Lorsque l'université de Nagy-Szombat est transférée à Pest en 1777, il est nommé libraire de l'université.
Il meurt le 23 septembre 1801 à Pest.

## Œuvres
Son activité littéraire embrasse l'histoire de la Hongrie (particulièrement dans les premiers siècles de l'ère chrétienne), l'histoire de l'Église catholique en Hongrie, tout comme l'édition de documents sur l'histoire hongroise. C'est le premier à attirer l'attention sur le plus vieux document rédigé en langue hongroise, Halotti beszéd és könyörgés (en latin : Oratio funebris ; en français : Oraison funèbre et prière), probablement écrit vers 1192–1195. Le document se trouve dans le Codex Pray.
György Pray a écrit par exemple : 
- Annales veteres Hunnorum Avarorum et Hungarorum, 210 ad 997, Vienne, 1761 ;
- Annales regum Hungariæ, 997-1564, 5 volumes, Vienne, 1763–70 ;
- Vita S. Elizabethæ, Vienne, 1770 ;
- Specimen Hierarchiæ Hungariæ, 2 volumes, Presbourg, 1776-9.